# Кумкуль (посёлок)
Кумкуль — посёлок, входящий в состав Усть-Багарякского се́льского поселе́ния Кунашакского района Челябинской области.

## География
Расположен в северо-восточной части района, на берегу озера Кумкуль. Расстояние до Кунашака — 70 км.

## История
Поселок основан ранее 1959 при ферме колхоза имени Ленина..

## Население
| 2002 | 2010 |
| ---- | ---- |
| 225  | ↘171 |

(в 1970—243, в 1983—397, в 1995—356)

## Улицы
- Зеленая улица
- Новая улица
- Озерная улица
- Центральная улица
- Школьная улица